# Jacques Bouteloup (mathématicien)
Pour les articles homonymes, voir Jacques Bouteloup et Bouteloup.
Jacques Bouteloup, né le 17 septembre 1918 à Trouville-sur-Mer et mort le 6 juillet 2010 à Mont-Saint-Aignan,, est un ancien professeur de mathématiques en classe préparatoire aux grandes écoles, notamment à Besançon et Rouen.

## Biographie
Il fut admis à l'École normale supérieure de Saint-Cloud (section Sciences)[réf. nécessaire], après avoir été élève de l'École normale d’instituteurs de Caen.
Professeur agrégé honoraire, il est nommé chevalier de la légion d'honneur en juillet 1994.

## Distinctions
- Chevalier de la Légion d'honneur (1994)

## Ouvrages
- Calcul matriciel élémentaire, Paris, PUF, coll. « Que sais-je ? » (no 927), 1961.
- Carrés magiques, carrés latins et eulériens : histoire, théorie, pratique, Paris, Éditions du Choix, 1991 (ISBN 2-909028-02-X).
- L'Algèbre linéaire, Paris, PUF, coll. « Que sais-je ? », 1971.
- Les Jeux de Nim, Amiens, ADCS, 1996, 298 p. (ISBN 2-911590-01-5).
- Vagues, marées, courants marins, Paris, PUF, coll. « Que sais-je ? » (no 438), 1979.

Jacques Bouteloup a publié de nombreux articles dans la Revue de mathématiques spéciales, le Bulletin de l'Association des professeurs de mathématiques, la revue Quadrature.